# Tullnerbach
Tullnerbach ist eine Marktgemeinde mit 2951 Einwohnern (Stand 1. Jänner 2024) im Bezirk St. Pölten in Niederösterreich.

## Geografie
Tullnerbach liegt im Wienerwald in Niederösterreich. Es gehört zum Industrieviertel (auch Viertel unter dem Wienerwald). Die Fläche der Marktgemeinde umfasst 20,24 km², etwa 72 Prozent der Fläche sind bewaldet.

### Gemeindegliederung

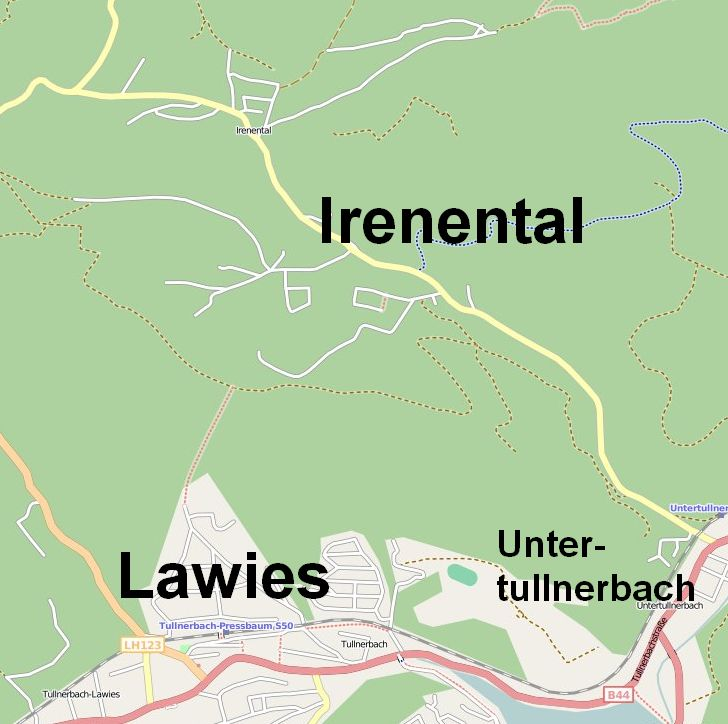
Ortsteile von Tullnerbach

Das Gemeindegebiet besteht aus einer einzigen, gleichnamigen Katastralgemeinde und gliedert sich in drei Ortschaften (in Klammern Einwohnerzahl Stand 1. Jänner 2024):
- Irenental (915) samt Ameisberg, Brettwies, Erlschachen, Riedanleiten, Riederberg, Schmeißbach, Strohzogl, Troppberg und Wilhelmshöhe (im Tal des Tullnerbachs)
- Tullnerbach-Lawies (1687) samt Lawies, Norbertinum, Schubertsiedlung und Weidlingbach (der Hauptort oberhalb des Wienerwaldsees)
- Untertullnerbach (349) samt Neuwirtshaussiedlung (unterhalb des Wienerwaldsees, bis 1977 auch Neuwirtshaus genannt)

### Nachbargemeinden
Eine der vier Nachbargemeinden liegt im Bezirk Tulln (TU).
|           | Sieghartskirchen (TU)                       | Gablitz     |
|           | Kompassrose, die auf Nachbargemeinden zeigt | Purkersdorf |
| Pressbaum |                                             |             |

## Geschichte

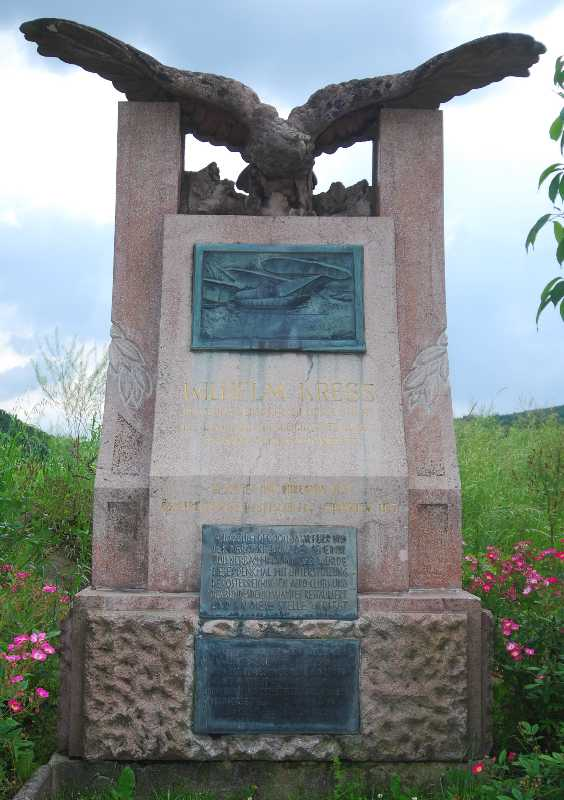
Denkmal für den Flugpionier Wilhelm Kress

Mittelalter und frühe Neuzeit
Der Name „Tullnerpach“ wurde erstmals 1565 erwähnt. Der Bach entspringt an der Riedanleiten und fließt aus der Richtung Tulln in die Wien. Früher wurde er auch „Tulnerbach“ geschrieben. Er soll nicht mit dem früheren Namensvettern verwechselt werden, der heutigen Großen Tulln, die bei Neulengbach beginnt, in die entgegengesetzte Richtung durch Sieghartskirchen fließt, ebenfalls früher als „Tulnerbach“ oder „Tullnerbach“ beschrieben wurde und in manchen Geschichtsbüchern auftaucht.
Das Gebiet umfasste einzelne kleine Holzhackersiedlungen. Lawies erscheint 1635 als „Labiwießen“, Unter-Tullnerbach hieß früher „Neuwirtshaus“, „Irenental“ (früher „Ober-Tullnerbach“ und „Hinter-Tullnerbach“, „Unter-Tullnerbach“ und dann „Vorder Tullnerbach“) scheint erst 1880 als Name auf.
Um 1460 errichteten die Franziskaner das Kloster Sancta Maria in Paradyso, das 1529 in den Türkenkriegen zerstört wurde.
1791 errichtete das k.k. Waldamt eine einklassige I. Volksschule Tullnerbach I im heutigen Irenental, sie wurde im Jahre 1967 aufgelassen.
Ab dem Bau der Kaiserin-Elisabeth-Bahn
Nach dem Bau der Kaiserin-Elisabeth-Bahn 1858 (der heutigen Westbahn) entwickelte sich eine beliebte Sommerfrische der Wiener Bevölkerung.
1850–1873 gehörte die Gemeinde Tullnerbach, die schon ursprünglich zum Teil zu Pressbaum gehört hatte, als Pressbaum-Tullnerbach wieder ganz dazu. 1873 trennte sich Tullnerbach endgültig von Pressbaum und wurde eine eigenständige Gemeinde.
1881–1890 errichtete der katholische Waisen-Hilfsverein aus Wien das Norbertinum als Knaben-Waisen-Asyl. Die Volksschule Tullnerbach II bestand von 1884 bis 1967. 1895–1897 wurde unter Bürgermeister Josef Knab das Gemeindeamt gegenüber dem Bahnhof errichtet. 1897 wurde der bisherige Bahnhof Preßbaum in Tullnerbach-Preßbaum umbenannt.

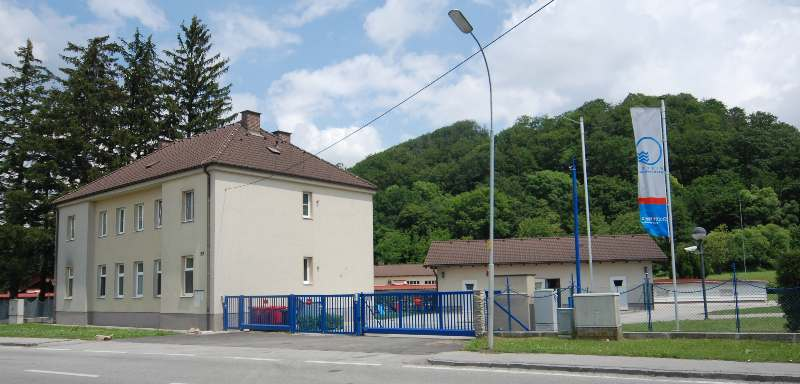
Hauptgebäude des Wientalwasserwerks

Der Wienerwaldsee zwischen Lawies und Unter-Tullnerbach wurde in den Jahren 1895–1898 als Staubecken für die Wien und den Wolfsgrabenbach errichtet. Das Wientalwasserwerk der Compagnie des Eaux de Vienne, Societé anonyme versorgte mit dem hier aufbereiteten Wasser die westlichen Bezirke Wiens mit Nutzwasser.
1958 wurde das Wientalwasserwerk von der Stadt Wien übernommen und das Wasser, gemischt mit Hochquellenwasser, bei Bedarf in das Wiener und seit den 1990er Jahren auch in das Purkersdorfer Wasserleitungsnetz eingespeist. Aus wirtschaftlichen Gründen wurde die Trinkwassergewinnung Ende 2004 eingestellt und der See soll als Natur- und Erholungsraum und Rückhaltebecken für die Hochwasser der Wien dienen. 2008 wurde der Umbau mit einer Sanierung des Dammes abgeschlossen. Eine zukünftige Nutzung als Badesee ist nicht vorgesehen.
Die Freiwillige Feuerwehr Tullnerbach in Lawies wurde 1900 gegründet, Tullnerbach-Irenental 1902, 1924 Untertullnerbach, die sich 1999 Tullnerbach anschlossen.
1908 wurde an der Wien ein Bad errichtet, welches 1991 abgebrochen wurde.
Flugversuch von Wilhelm Kress 1901
Am 3. Oktober 1901 startete Wilhelm Kress (1836–1913) als erster Österreicher auf dem Wienerwaldsee einen Flugversuch mit dem Kress’schen Drachenflieger. Statischen Auftrieb an der Wasseroberfläche erhielt er durch oben offene „schlittenförmige“ Schwimmkörper aus Aluminiumblech, die mit Drähten oder Seilchen abgespannten Tragflächen wiesen eine gewölbte Textilbespannung auf, der Motor – er sollte nur 240 kg wiegen, war jedoch 380 kg schwer – wirkte auf eine Luftschraube. Der Apparat war als Wasserflugzeug konzipiert, berührte jedoch schon bei einem luftschraubengetriebenen Fahrtest an der Wasseroberfläche bei Kurvenfahrt mit einer Tragfläche das Wasser. Infolge der Fahrt schnitt die Tragfläche tiefer ins Wasser hinein, der Apparat kippte – die Schwimmkörper liefen voll – und versank. Kress konnte sich dank eines Schwimmgürtels trotz schweren Werkzeugs in den Taschen solange über dem – neun Meter tiefen – Wasser halten, bis er per Boot geborgen werden konnte. Er blieb unverletzt.
1913 errichtete man ihm zu Ehren das Kress-Denkmal, welches vom Bildhauer Rudolf von Weigl (dem späteren Ehemann von Mercédès Jellinek, der Namensgeberin der Automarke Mercedes-Benz) gestaltet wurde. Es wurde 1973 nach Untertullnerbach nahe der Staumauer am nördlichen Ufer des Sees versetzt. Die Kress´sche Luftschraube wurde in das neue Gemeindewappen aufgenommen.
Republik Österreich
1922 wurde in Lawies die erste öffentliche Beleuchtung installiert.
Nach dem Anschluss Österreichs 1938 wurde der Ort im Gegensatz zum nebenan liegenden Purkersdorf nicht Groß-Wien angeschlossen, sondern dem Landkreis Sankt Pölten zugeteilt. Die Grenze von Groß-Wien war von 1938 bis 1946 der Tullnerbach.
Am 4. November 1973 wurde in einem Festakt im Norbertinum durch den damaligen Landeshauptmann Andreas Maurer die Markterhebungsurkunde  überreicht.
Die Blasmusik Tullnerbach wurde 1974 gegründet.
Das neue Mehrzweckhaus der vereinten Freiwilligen Feuerwehr Tullnerbach (aus Tullnerbach(-Lawies) und Untertullnerbach) und der Blasmusik Tullnerbach, beim See, wurde am 16. Mai 2004 offiziell eröffnet.
Von 1956 bis zu dessen Auflösung mit 31. Dezember 2016 war Tullnerbach Teil des Bezirks Wien-Umgebung.

## Einwohnerentwicklung
2001 hatte Tullnerbach eine Einwohnerdichte von 115 Einwohner/km².
Ab 1869 Gesamtzahlen laut Volkszählungen und Statistik der Standesfälle. Die Zahlen mit Jahresangabe 1830 wurden mit den Zahlen von Franz Xaver Schweickhardt direkt ergänzt. Die restlichen Zahlen stammen aus dem Historischen Ortslexikon. Warum beispielsweise Strohzogl oder Riedanleiten in der Grundquelle nicht bei Irenental aufscheinen, ist noch unklar.
- Abkürzungen: H = Häuser, Feuerstellen oder ähnliches; EW = Einwohner; Gelb hinterlegt: Die Zahl kommt nicht in der Hauptreihe vor, aber in den erweiterten Angaben. Unter „unzuordenbare Differenz“ steht die Differenz der Summen der drei Ortsteile zur Gesamtangabe. Nur ab 1951 wurde die errechnete Differenz dem Ortsteil Untertullnerbach zugeschlagen, da die Zuordnung mit den Vergleichszahlen aus 2001 eindeutig ist.

| Jahr        | Gesamt | Gesamt | Lawies | Lawies | Irenental | Irenental | Unter- Tullnerbach | Unter- Tullnerbach | unzuordbare Differenz | unzuordbare Differenz |                       | Heinrats- Heinrichs- berg | Heinrats- Heinrichs- berg | Ried- anleiten        | Ried- anleiten        | Sandling, Sandling- graben | Sandling, Sandling- graben | Schlief- graben       | Schlief- graben       | Schmeiß- -bach, -berg | Schmeiß- -bach, -berg | Stroh- zogl           | Stroh- zogl           | Tirlitz- grub         | Tirlitz- grub                                                                       | Bemerkung | Bemerkung |
|             | H      | EW     | H      | EW     | H         | EW        | H                  | EW                 | H                     | EW                    | H                     | EW                        | H                         | EW                    | H                     | EW                         | H                          | EW                    | H                     | EW                    | H                     | EW                    | H                     | EW                    |                                                                                     |           |           |
| 1678        | 34     |        |        |        |           |           |                    |                    |                       |                       |                       |                           |                           |                       |                       |                            |                            |                       |                       |                       |                       |                       |                       |                       | „Hüttler im Tullnerbacher Amt“                                                      |           |           |
| 1679 / 1680 |        |        |        | erw.   | 6         |           |                    |                    |                       |                       |                       | erw.                      |                           | erw.                  |                       | erw.                       |                            | -                     |                       | erw.                  |                       | erw.                  |                       | erw.                  | und Erlschachen, Grasleiten, Rottmann, Zausfal, alles urkundlich erwähnt            |           |           |
| 1684        | 22     |        |        |        |           |           |                    |                    |                       |                       |                       |                           |                           |                       |                       |                            |                            |                       |                       |                       |                       |                       |                       |                       | „aufrechte Hüttler im Tullnerbacher Amt“                                            |           |           |
| 1751        | 47     |        | 5      |        | 32        |           |                    |                    | 10                    |                       | 2                     |                           | 1                         |                       | 1                     |                            | 2                          |                       | 7                     |                       | 2                     |                       | 3                     |                       | Tullnerbach: 24                                                                     |           |           |
| 1783        |        | 335    |        |        |           | 175       |                    |                    |                       | 160                   |                       |                           |                           | 71                    |                       |                            |                            |                       |                       |                       |                       | 27                    |                       |                       | Tullnerbach: diesseits des Baches 175, jenseits 62 EW; 62+27+71=160; Pfarrprotokoll |           |           |
| 1787        | 47     |        |        |        |           |           |                    |                    |                       |                       |                       |                           |                           |                       |                       |                            |                            |                       |                       |                       |                       |                       |                       |                       |                                                                                     |           |           |
| 1794        | 58     | 308    | 18     | 97     | 28        | 150       |                    |                    | 12                    | 61                    | +                     | +                         |                           |                       |                       |                            |                            |                       |                       |                       | +                     | +                     |                       |                       | Strohzogl & Heinrichsberg: 12/61, Tullnerbach: 28/150                               |           |           |
| 1795        | 58     |        | 18     |        |           |           |                    |                    | 40                    |                       |                       |                           |                           |                       |                       |                            |                            |                       |                       |                       |                       |                       |                       |                       |                                                                                     |           |           |
| 1822        | 62     |        | 19     |        |           |           |                    |                    | 43                    |                       |                       |                           |                           |                       |                       |                            |                            |                       |                       |                       |                       |                       |                       |                       |                                                                                     |           |           |
| 1823        |        | 349    |        |        |           |           |                    |                    |                       |                       |                       |                           |                           |                       |                       |                            |                            |                       |                       |                       |                       |                       |                       |                       | Kirchl. Topographie                                                                 |           |           |
| 1830        | 62     | 295    | 19     | 94     | 31        | 174       |                    |                    | 12                    | 27                    |                       |                           |                           |                       |                       |                            |                            |                       |                       |                       | 12                    | 62                    |                       |                       | Tullnerbach: 31/174                                                                 |           |           |
| 1846        |        | 327    |        |        |           |           |                    |                    |                       |                       | (Karte mit Flurnamen) | (Karte mit Flurnamen)     | (Karte mit Flurnamen)     | (Karte mit Flurnamen) | (Karte mit Flurnamen) | (Karte mit Flurnamen)      | (Karte mit Flurnamen)      | (Karte mit Flurnamen) | (Karte mit Flurnamen) | (Karte mit Flurnamen) | (Karte mit Flurnamen) | (Karte mit Flurnamen) | (Karte mit Flurnamen) | (Karte mit Flurnamen) | (Karte mit Flurnamen)                                                               |           |           |
| 1869        | 86     | 505    |        |        |           |           |                    |                    |                       |                       | (Karte mit Flurnamen) | (Karte mit Flurnamen)     | (Karte mit Flurnamen)     | (Karte mit Flurnamen) | (Karte mit Flurnamen) | (Karte mit Flurnamen)      | (Karte mit Flurnamen)      | (Karte mit Flurnamen) | (Karte mit Flurnamen) | (Karte mit Flurnamen) | (Karte mit Flurnamen) | (Karte mit Flurnamen) | (Karte mit Flurnamen) | (Karte mit Flurnamen) | (Karte mit Flurnamen)                                                               |           |           |
| 1880        | 136    | 833    | 46     | 310    |           |           |                    |                    | 90                    | 523                   | (Karte mit Flurnamen) | (Karte mit Flurnamen)     | (Karte mit Flurnamen)     | (Karte mit Flurnamen) | (Karte mit Flurnamen) | (Karte mit Flurnamen)      | (Karte mit Flurnamen)      | (Karte mit Flurnamen) | (Karte mit Flurnamen) | (Karte mit Flurnamen) | (Karte mit Flurnamen) | (Karte mit Flurnamen) | (Karte mit Flurnamen) | (Karte mit Flurnamen) | (Karte mit Flurnamen)                                                               |           |           |
| 1890        | 172    | 1.288  |        |        |           |           |                    |                    |                       |                       | (Karte mit Flurnamen) | (Karte mit Flurnamen)     | (Karte mit Flurnamen)     | (Karte mit Flurnamen) | (Karte mit Flurnamen) | (Karte mit Flurnamen)      | (Karte mit Flurnamen)      | (Karte mit Flurnamen) | (Karte mit Flurnamen) | (Karte mit Flurnamen) | (Karte mit Flurnamen) | (Karte mit Flurnamen) | (Karte mit Flurnamen) | (Karte mit Flurnamen) | (Karte mit Flurnamen)                                                               |           |           |
| 1900        | 225    | 1.701  | 109    | 603    |           |           |                    |                    | 116                   | 1.098                 | (Karte mit Flurnamen) | (Karte mit Flurnamen)     | (Karte mit Flurnamen)     | (Karte mit Flurnamen) | (Karte mit Flurnamen) | (Karte mit Flurnamen)      | (Karte mit Flurnamen)      | (Karte mit Flurnamen) | (Karte mit Flurnamen) | (Karte mit Flurnamen) | (Karte mit Flurnamen) | (Karte mit Flurnamen) | (Karte mit Flurnamen) | (Karte mit Flurnamen) | (Karte mit Flurnamen)                                                               |           |           |
| 1910        | 261    | 1.933  | 111    | 637    |           |           |                    |                    | 150                   | 1.296                 | (Karte mit Flurnamen) | (Karte mit Flurnamen)     | (Karte mit Flurnamen)     | (Karte mit Flurnamen) | (Karte mit Flurnamen) | (Karte mit Flurnamen)      | (Karte mit Flurnamen)      | (Karte mit Flurnamen) | (Karte mit Flurnamen) | (Karte mit Flurnamen) | (Karte mit Flurnamen) | (Karte mit Flurnamen) | (Karte mit Flurnamen) | (Karte mit Flurnamen) | (Karte mit Flurnamen)                                                               |           |           |
| 1923        | 274    | 2.100  | 124    | 857    |           |           |                    |                    | 150                   | 1.243                 | (Karte mit Flurnamen) | (Karte mit Flurnamen)     | (Karte mit Flurnamen)     | (Karte mit Flurnamen) | (Karte mit Flurnamen) | (Karte mit Flurnamen)      | (Karte mit Flurnamen)      | (Karte mit Flurnamen) | (Karte mit Flurnamen) | (Karte mit Flurnamen) | (Karte mit Flurnamen) | (Karte mit Flurnamen) | (Karte mit Flurnamen) | (Karte mit Flurnamen) | (Karte mit Flurnamen)                                                               |           |           |
| 1934        | 306    | 1.949  |        |        |           |           |                    |                    |                       |                       | (Karte mit Flurnamen) | (Karte mit Flurnamen)     | (Karte mit Flurnamen)     | (Karte mit Flurnamen) | (Karte mit Flurnamen) | (Karte mit Flurnamen)      | (Karte mit Flurnamen)      | (Karte mit Flurnamen) | (Karte mit Flurnamen) | (Karte mit Flurnamen) | (Karte mit Flurnamen) | (Karte mit Flurnamen) | (Karte mit Flurnamen) | (Karte mit Flurnamen) | (Karte mit Flurnamen)                                                               |           |           |
| 1939        |        | 1.623  |        |        |           |           |                    |                    |                       |                       | (Karte mit Flurnamen) | (Karte mit Flurnamen)     | (Karte mit Flurnamen)     | (Karte mit Flurnamen) | (Karte mit Flurnamen) | (Karte mit Flurnamen)      | (Karte mit Flurnamen)      | (Karte mit Flurnamen) | (Karte mit Flurnamen) | (Karte mit Flurnamen) | (Karte mit Flurnamen) | (Karte mit Flurnamen) | (Karte mit Flurnamen) | (Karte mit Flurnamen) | (Karte mit Flurnamen)                                                               |           |           |
| 1951        | 347    | 1.763  | 191    | 1.115  | 124       | 471       | 32                 | 177                |                       |                       | (Karte mit Flurnamen) | (Karte mit Flurnamen)     | (Karte mit Flurnamen)     | (Karte mit Flurnamen) | (Karte mit Flurnamen) | (Karte mit Flurnamen)      | (Karte mit Flurnamen)      | (Karte mit Flurnamen) | (Karte mit Flurnamen) | (Karte mit Flurnamen) | (Karte mit Flurnamen) | (Karte mit Flurnamen) | (Karte mit Flurnamen) | (Karte mit Flurnamen) | (Karte mit Flurnamen)                                                               |           |           |
| 1961        | 385    | 1.609  | 219    | 1.068  | 132       | 387       | 34                 | 154                |                       |                       | (Karte mit Flurnamen) | (Karte mit Flurnamen)     | (Karte mit Flurnamen)     | (Karte mit Flurnamen) | (Karte mit Flurnamen) | (Karte mit Flurnamen)      | (Karte mit Flurnamen)      | (Karte mit Flurnamen) | (Karte mit Flurnamen) | (Karte mit Flurnamen) | (Karte mit Flurnamen) | (Karte mit Flurnamen) | (Karte mit Flurnamen) | (Karte mit Flurnamen) | (Karte mit Flurnamen)                                                               |           |           |
| 1971        | 488    | 1.683  | 291    | 1.038  | 150       | 424       | 34                 | 221                |                       |                       | (Karte mit Flurnamen) | (Karte mit Flurnamen)     | (Karte mit Flurnamen)     | (Karte mit Flurnamen) | (Karte mit Flurnamen) | (Karte mit Flurnamen)      | (Karte mit Flurnamen)      | (Karte mit Flurnamen) | (Karte mit Flurnamen) | (Karte mit Flurnamen) | (Karte mit Flurnamen) | (Karte mit Flurnamen) | (Karte mit Flurnamen) | (Karte mit Flurnamen) | (Karte mit Flurnamen)                                                               |           |           |
| 1981        | 686    | 1.994  | 364    | 1.238  | 244       | 553       | 78                 | 203                |                       |                       | (Karte mit Flurnamen) | (Karte mit Flurnamen)     | (Karte mit Flurnamen)     | (Karte mit Flurnamen) | (Karte mit Flurnamen) | (Karte mit Flurnamen)      | (Karte mit Flurnamen)      | (Karte mit Flurnamen) | (Karte mit Flurnamen) | (Karte mit Flurnamen) | (Karte mit Flurnamen) | (Karte mit Flurnamen) | (Karte mit Flurnamen) | (Karte mit Flurnamen) | (Karte mit Flurnamen)                                                               |           |           |
| 1991        | 794    | 2.292  | 409    | 1.374  | 288       | 653       | 97                 | 265                |                       |                       | (Karte mit Flurnamen) | (Karte mit Flurnamen)     | (Karte mit Flurnamen)     | (Karte mit Flurnamen) | (Karte mit Flurnamen) | (Karte mit Flurnamen)      | (Karte mit Flurnamen)      | (Karte mit Flurnamen) | (Karte mit Flurnamen) | (Karte mit Flurnamen) | (Karte mit Flurnamen) | (Karte mit Flurnamen) | (Karte mit Flurnamen) | (Karte mit Flurnamen) | (Karte mit Flurnamen)                                                               |           |           |
| 2001        | 953    | 2.332  | 480    | 1.425  | 337       | 657       | 136                | 250                |                       |                       | (Karte mit Flurnamen) | (Karte mit Flurnamen)     | (Karte mit Flurnamen)     | (Karte mit Flurnamen) | (Karte mit Flurnamen) | (Karte mit Flurnamen)      | (Karte mit Flurnamen)      | (Karte mit Flurnamen) | (Karte mit Flurnamen) | (Karte mit Flurnamen) | (Karte mit Flurnamen) | (Karte mit Flurnamen) | (Karte mit Flurnamen) | (Karte mit Flurnamen) | (Karte mit Flurnamen)                                                               |           |           |
| 2003        |        | 2.397  |        |        |           |           |                    |                    |                       |                       | (Karte mit Flurnamen) | (Karte mit Flurnamen)     | (Karte mit Flurnamen)     | (Karte mit Flurnamen) | (Karte mit Flurnamen) | (Karte mit Flurnamen)      | (Karte mit Flurnamen)      | (Karte mit Flurnamen) | (Karte mit Flurnamen) | (Karte mit Flurnamen) | (Karte mit Flurnamen) | (Karte mit Flurnamen) | (Karte mit Flurnamen) | (Karte mit Flurnamen) | (Karte mit Flurnamen)                                                               |           |           |
| 2004        |        | 2.453  |        |        |           |           |                    |                    |                       |                       | (Karte mit Flurnamen) | (Karte mit Flurnamen)     | (Karte mit Flurnamen)     | (Karte mit Flurnamen) | (Karte mit Flurnamen) | (Karte mit Flurnamen)      | (Karte mit Flurnamen)      | (Karte mit Flurnamen) | (Karte mit Flurnamen) | (Karte mit Flurnamen) | (Karte mit Flurnamen) | (Karte mit Flurnamen) | (Karte mit Flurnamen) | (Karte mit Flurnamen) | (Karte mit Flurnamen)                                                               |           |           |
| 2005        |        | 2.506  |        |        |           |           |                    |                    |                       |                       | (Karte mit Flurnamen) | (Karte mit Flurnamen)     | (Karte mit Flurnamen)     | (Karte mit Flurnamen) | (Karte mit Flurnamen) | (Karte mit Flurnamen)      | (Karte mit Flurnamen)      | (Karte mit Flurnamen) | (Karte mit Flurnamen) | (Karte mit Flurnamen) | (Karte mit Flurnamen) | (Karte mit Flurnamen) | (Karte mit Flurnamen) | (Karte mit Flurnamen) | (Karte mit Flurnamen)                                                               |           |           |
| 2006        |        | 2.512  |        |        |           |           |                    |                    |                       |                       | (Karte mit Flurnamen) | (Karte mit Flurnamen)     | (Karte mit Flurnamen)     | (Karte mit Flurnamen) | (Karte mit Flurnamen) | (Karte mit Flurnamen)      | (Karte mit Flurnamen)      | (Karte mit Flurnamen) | (Karte mit Flurnamen) | (Karte mit Flurnamen) | (Karte mit Flurnamen) | (Karte mit Flurnamen) | (Karte mit Flurnamen) | (Karte mit Flurnamen) | (Karte mit Flurnamen)                                                               |           |           |
| 2007        |        | 2.594  |        |        |           |           |                    |                    |                       |                       | (Karte mit Flurnamen) | (Karte mit Flurnamen)     | (Karte mit Flurnamen)     | (Karte mit Flurnamen) | (Karte mit Flurnamen) | (Karte mit Flurnamen)      | (Karte mit Flurnamen)      | (Karte mit Flurnamen) | (Karte mit Flurnamen) | (Karte mit Flurnamen) | (Karte mit Flurnamen) | (Karte mit Flurnamen) | (Karte mit Flurnamen) | (Karte mit Flurnamen) | (Karte mit Flurnamen)                                                               |           |           |

### Religion
Die Mehrheit der Bevölkerung ist römisch-katholisch. Die Bewohner besuchen 3 Kirchen in Pressbaum (für Lawies), Irenental und Unter-Tullnerbach (Filialkirche). Eine evangelische Kirche und ein Königreichssaal der Zeugen Jehovas befinden sich in der Nachbargemeinde Pressbaum.

## Kultur und Sehenswürdigkeiten

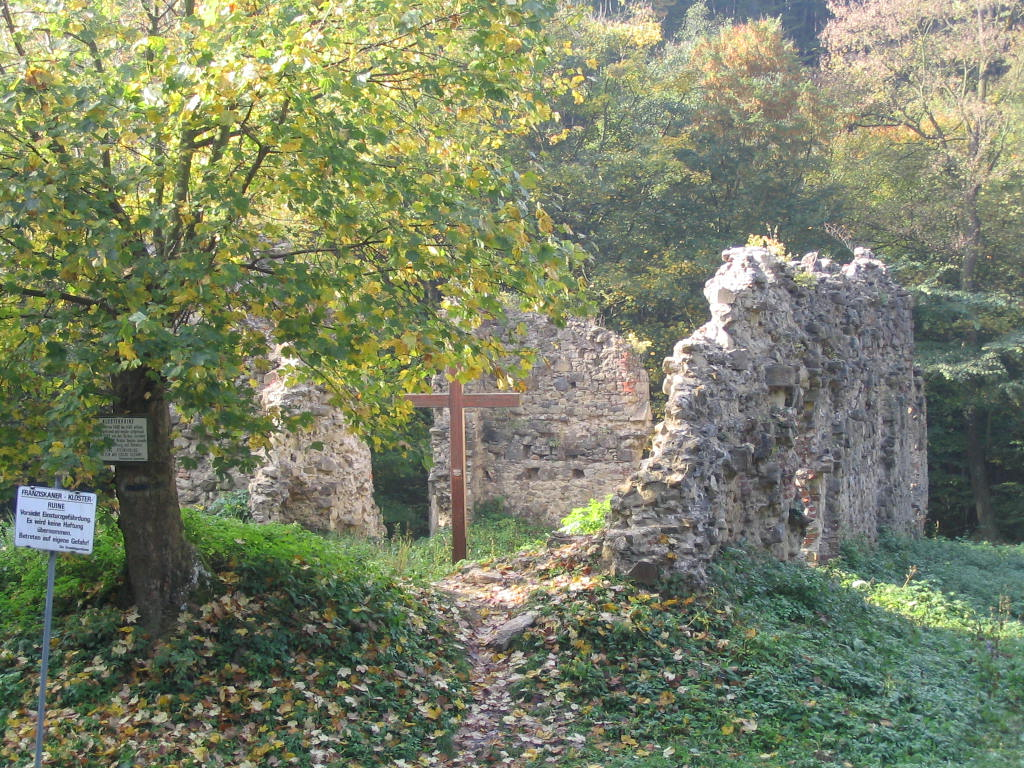
Sancta Maria in Paradyso

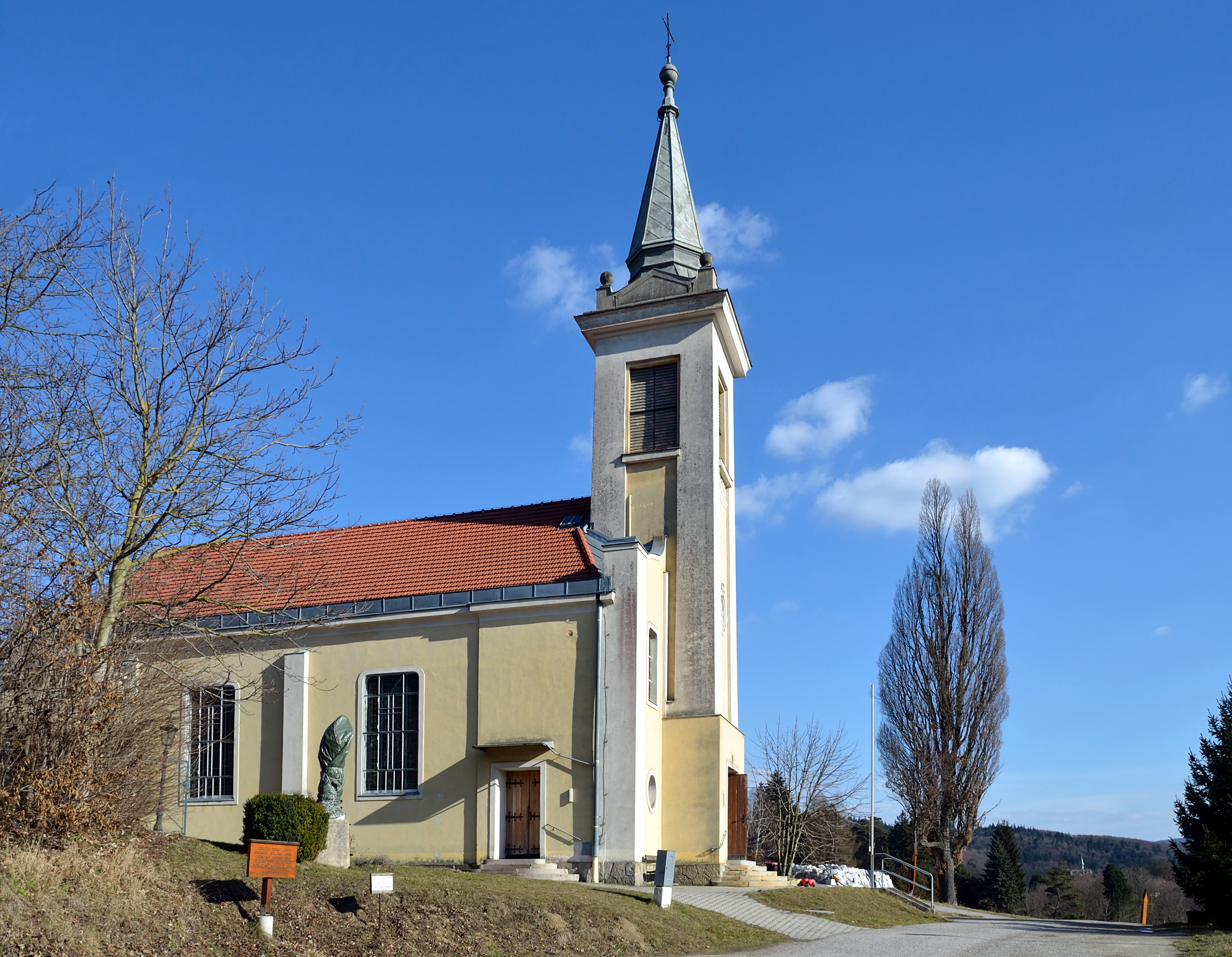
Pfarrkirche Irenental

- Gründerzeitvillen in Lawies und Unter-Tullnerbach
- Katholische Pfarrkirche Irenental Maria Schnee
- Staudamm des Wienerwaldsees
- Aussichtsturm am Troppberg
- Wilhelm-Kress-Denkmal
- Sancta Maria in Paradyso: um 1440 gegründetes Franziskanerkloster, das 1529 im Zuge der ersten Türkenbelagerung Wiens zerstört wurde. Die Grundmauern eines spätgotischen, dem hl. Laurentius geweihten einschiffigen Kirchleins sind noch zu sehen.

## Wirtschaft und Infrastruktur
Nichtlandwirtschaftliche Arbeitsstätten gab es im Jahr 2001 137, land- und forstwirtschaftliche Betriebe nach der Erhebung 1999 21. Die Zahl der Erwerbstätigen am Wohnort betrug nach der Volkszählung 2001 1.084. 939 Personen pendelten aus und 327 ein. Die Erwerbsquote lag 2001 bei 48,92 Prozent.

### Verkehr
- Bahn: Tullnerbach liegt an der alten Westbahn. Am Bahnhof Tullnerbach-Pressbaum halten halbstündlich Züge der S-Bahn-Linie S50 in Richtung Wien Westbahnhof bzw. Eichgraben-Altlengbach. Zusätzlich gibt es ebenfalls halbstündliche REX in Richtung Wien Westbahnhof sowie St. Pölten Hauptbahnhof. Der Bahnhof wurde in den Jahren 2023 und 2024 modernisiert.[7]

### Bildung
- Kindergarten[8]
- Volksschule[9]
- Wienerwaldgymnasium Tullnerbach

### Sport
Tullnerbach ist ein typischer alter Sommerfrische-Ort. Die möglichen Aktivitäten sind hauptsächlich Wandern, Laufen, Radfahren und seit einigen Jahren bei genügender Schneelage auch Langlaufen.
Rund um den Wienerwaldsee gibt es einen Promenadenweg, welcher sich zum Wandern, Laufen, Skaten und Radfahren eignet. In der Nähe der Staumauer gibt es am nördlichen Ufer einen Skaterplatz.
Eine beliebte Wanderroute führt über das Irenental und den Ameisberg auf den 542 m hohen Troppberg, auf dessen Gipfel es eine 25 m hohe Aussichtsplattform mit Stufen aus Gitterrosten gibt. Auch mit dem Mountainbike kann man den Troppberg über Purkersdorf und Gablitz erklimmen.
Eine weitere beliebte Route ist der waldige Karl-Ritter-Weg auf die Wilhelmshöhe bis zum Buchberg.
Im Winter gibt es im Irenental bei günstiger Schneelage 3 gespurte Langlaufloipen mit unterschiedlichen Schwierigkeitsgraden.
Und im Sommer begibt man sich in ein Freibad der Nachbargemeinden Pressbaum oder Purkersdorf.

### Musik
Die Blasmusik Tullnerbach (BMT), in den 1970er Jahren unter Kapellmeister Ernst Gaisberger aus einem Blasquartett hervorgegangen, umfasst 40 Mitglieder und spielt ein Repertoire von klassischer Blasmusik über sinfonische Werke bis zu modernen Stücken. In ihren Reihen spielen Musiker aller Altersstufen, vornehmlich aus dem oberen Wiental. Aufgrund der Erfolge bei Konzertwertungen und Kammermusikbewerben wurde ihr 2010 der Silberne Ehrenpreis von Landeshauptmann Erwin Pröll überreicht.
Die Nachwuchsgruppe „MiniBand“ wurde ebenfalls von der Blasmusik Tullnerbach initiiert und in Kooperation mit der Musikschule „Oberes Wiental“ realisiert. Sie ermöglicht jungen Musikern bereits sehr früh in einem Orchester zu musizieren.
Geleitet wird die BMT aktuell (2016) von Obmann Stefan Weichinger und Kapellmeister Wolfgang Jakesch.

### Regelmäßige Veranstaltungen
- Mitte Jänner – Ball der FF Irenental, Gasthof Rieger
- 30. April – Maibaumaufstellen beim Feuerwehrhaus Tullnerbach
- Pfingstwochenende Fr-So – Feuerwehrfest FF Irenental, Feuerwehrhaus Troppbergstraße
- Fronleichnamswochenende – Feuerwehrheuriger FF Tullnerbach, Feuerwehrhaus Tullnerbach
- Sonnenwende im Juni – Sonnwendfeier, Norbertinum
- Ende Juni – Pfarrheuriger Irenental, Filialkirche Maria im Wienerwald
- Erste Augusthälfte – Lawiesfest
- 26. Oktober – Familienwandertag FF Tullnerbach, Feuerwehrhaus Tullnerbach
- Letzte Dezembertage – Silvesterpunsch am Wundererplatz

## Politik

### Gemeinderat
Der Gemeinderat hat 21 Mitglieder. Nach den Gemeinderatswahlen hatte der Gemeinderat folgende Verteilungen:
- 1990: 12 ÖVP, 6 SPÖ, 2 Umweltforum (UFO) und 1 FPÖ.
- 1995: 10 ÖVP, 7 Bürgerliste Tullnerbach, 2 SPÖ und 2 Umweltforum (UFO).[11]
- 2000: 9 ÖVP, 6 Bürgerliste Tullnerbach, 3 SPÖ, 2 Grüne und 1 FPÖ.[12]
- 2005: 10 ÖVP, 4 SPÖ, 4 Bürgerliste Tullnerbach und 3 Grüne.[13]
- 2010: 13 ÖVP, 5 SPÖ und 3 Grüne.[14]
- 2015: 8 Liste Novomestsky, 6 ÖVP, 4 SPÖ und 3 Grüne.[15]
- 2020: 8 Liste Novomestsky, 6 ÖVP, 5 Grüne und 2 SPÖ.[16]
- 2025: 10 ÖVP, 5 Grüne, 3 SPÖ, 2 FPÖ und 1 NEOS.[17]

Mit den Veröffentlichungen Der Tullnerbacher (ÖVP), WIR in Tullnerbach (SPÖ) und der UFO-Zeitung bringen drei Parteien Gratis-Printmedien mit aktuellen Informationen über das politische und gesellschaftliche Leben der Gemeinde heraus, die auch im Internet angeboten werden und eine lokale Ergänzung zu den Niederösterreichische Nachrichten darstellen.
1998 trat die Gemeinde dem Klimabündnis Österreich bei.

### Bürgermeister
Die Bürgermeister seit 1873 waren:
- 1873–1886 Franz Tobisch (1820–1889, Straße)
- 1887–1888 Leopold Kaiblinger
- 1889–1900 Josef Knab (1826–1899, Straße)
- 1900–1904 Heinrich Müller (1852–1904, Ehrengrab, Weg)
- 190500000 unbesetzt
- 1906–1907 Karl Hölzl
- 1908–1919 Karl Bohdal
- 1920–1928 Isidor Tobisch (1861–1929)
- 1929–1930 Andreas Knassmüller
- 1931–1938 Leopold Wieninger (1875–1960, Weg)
- 1938–1944 Rudolf Albrecht
- 1944–1945 Hermann Frank
- 1945–1947 Felix Marx
- 1947–1964 Anton Maller jun. (1891–1964)
- 1964–1970 Alois Rochel (1897–1977, Straße)
- 1970–1980 Franz Benes (1914–2000, Weg)
- 1980–1995 Alois Stattler (Ehrenbürger)
- 1995–2005 Johann Jurica (Ehrenbürger)
- 2005–2010 Viktor Cypris
- 2010–2025 Johann Novomestsky (Liste Novometsky-ÖVP)
- seit 2025 Paul Porteder (ÖVP)

### Wappen
Der Gemeinde wurde 1973 folgendes Wappen verliehen: Ein durch eine querliegende goldene Luftschraube zwei zu eins geteilter Schild, der in seinem oberen grünen Feld ein von einer silbernen Zugsäge durchzogenes goldenes Jagdhorn zeigt und dessen unteres blaues Feld von zwei silbernen Wellenfäden durchzogen wird.
Im Wappen von Tullnerbach befinden sich im oberen Bereich eine große Zugsäge und ein Waldhorn als Symbol für die Forstwirtschaft und die Jagd. Im unteren Teil sind das Wasser des Wienerwaldsees und eine Flugschraube, welche von Wilhelm Kress erfunden wurde, zu sehen.

### Gemeindepartnerschaften
- seit 1974 Dorfprozelten.[20] Es gibt auch einen Dorfprozeltenweg mit einem Nikolaus-Bildstock, welcher zur 10-Jahr-Feier 1984 errichtet wurde.[21]

## Persönlichkeiten
Ehrenbürger der Gemeinde
- Josef Schöffel (1832–1910), Journalist und Politiker, 1870–1872: „Retter des Wienerwaldes“
- Alois Stattler, Bürgermeister von 1980 bis 1995
- Johann Jurica, Bürgermeister von 1995 bis 2005
- Viktor Cypris, Bürgermeister von 2005 bis 2010

Söhne und Töchter der Gemeinde
- Josef Dobrowsky (1889–1964), 1946 bis 1963 Professor (Landschafts-, Porträt- und Genremaler) an der Wiener Akademie der bildenden Künste, lebte die letzten vier Jahre in der Genéestraße 11 in Lawies. Nach ihm ist auch die Prof.-Dobrovsky-Straße in Lawies benannt.
- Ida Orloff (1889–1945), österreichisch-russische Schauspielerin, Übersetzerin und Geliebte des Schriftstellers Gerhart Hauptmann.
- Hans Pilhs (1903–1986), Maler des Expressionismus
- Rudolf Pleban (1913–1965), Maler, Graphiker und Bildhauer, welcher zahlreiche Sgraffiti schuf, wohnte von 1937 bis zu seinem Tode in der Genéestraße 7. Er schuf etwa das Sgraffito-Portrait von Franz Schubert am Tullnerbacher Bahnhof. Nach ihm ist der Prof.-Rudolf-Pleban-Park, Ecke Weidlingbachstraße/Knabstraße benannt.
- Alexander Wunderer (1877–1955), seit 1900 Oboist im k.k. Hofopernorchester und den Wiener Philharmonikern, zu deren Vorstand er 1923 gewählt wurde. 1932 wurde er dort Ehrenvorstand. Ab 1918 war er auch Lehrer an der Akademie für Musik und darstellende Kunst in Wien. Nach ihm ist der Wundererplatz in der Irenentalstraße, gerade wo die Riedanleiten herauskommt, benannt. Der Komponist Franz Schmidt, ein enger Freund seit der Studienzeit am Konservatorium, war zwischen 1904 und 1906 wiederholt im Hause Wunderers im Irenental (Riedanleiten 60) zu Gast und begründete mit ihm die erste „Tullnerbacher Blasmusik“. Nach ihm ist der Franz-Schmidt-Weg an der Brettwieserstraße benannt.
- Josef Hickersberger (* 1948), Fußballer und Trainer der Österreichischen Nationalmannschaft
- Helmut Graupner (* 1965), Rechtsanwalt und europäischer Aktivist
- Ditha Holesch (1901–1992), österreichische Autorin